# 奧列什基夫
48°27′51″N 25°20′36″E / 48.46417°N 25.34333°E
奧列什基夫（烏克蘭語：Олешків），是烏克蘭西部的村莊，隸屬伊萬諾-弗蘭科夫斯克州的科洛梅亞區。該村面積0.66平方公里，2001年人口596，人口密度每平方公里909.9人。